# (89264) Sewanee
(89264) Sewanee (2001 VN2) – planetoida z pasa głównego asteroid okrążająca Słońce w ciągu 3,63 lat w średniej odległości 2,36 j.a. Odkryta 11 listopada 2001 roku.